# Museo del Pagès
El Museo del Labrador es una obra del municipio de Castelldans (Garrigues) incluida en el Inventario del Patrimonio Arquitectónico de Cataluña.

## Descripción
Es un antiguo molino que todavía conserva toda la maquinaria y los utensilios relacionados con la producción olivarera. Hoy es el museo del óleo, también llamado del campesino porque contiene gran  herramientas del campo.Es un edificio de planta rectangular, cubierto en dos aguas con teja árabe. Está hecho a base de pequeñas piedras irregulares y otras mayores en los lugares destacados (marcos de ventanas, esquinas...). Se estructura en dos pisos: en la planta baja se exponen las herramientas relacionadas con el cultivo del olivo y la producción de aceite; y en la primera hay una muestra del oficio del campesinado.

## Historia
Según la gente del pueblo este inmueble habría sido sede del centro republicano antes de la guerra civil (1936-1939). 